# Brzeziny Nowe
Brzeziny Nowe, dawniej Szczekaczka – wieś w Polsce położona w województwie śląskim, w powiecie częstochowskim, w gminie Poczesna.
W latach 1975–1998 miejscowość administracyjnie należała do województwa częstochowskiego.

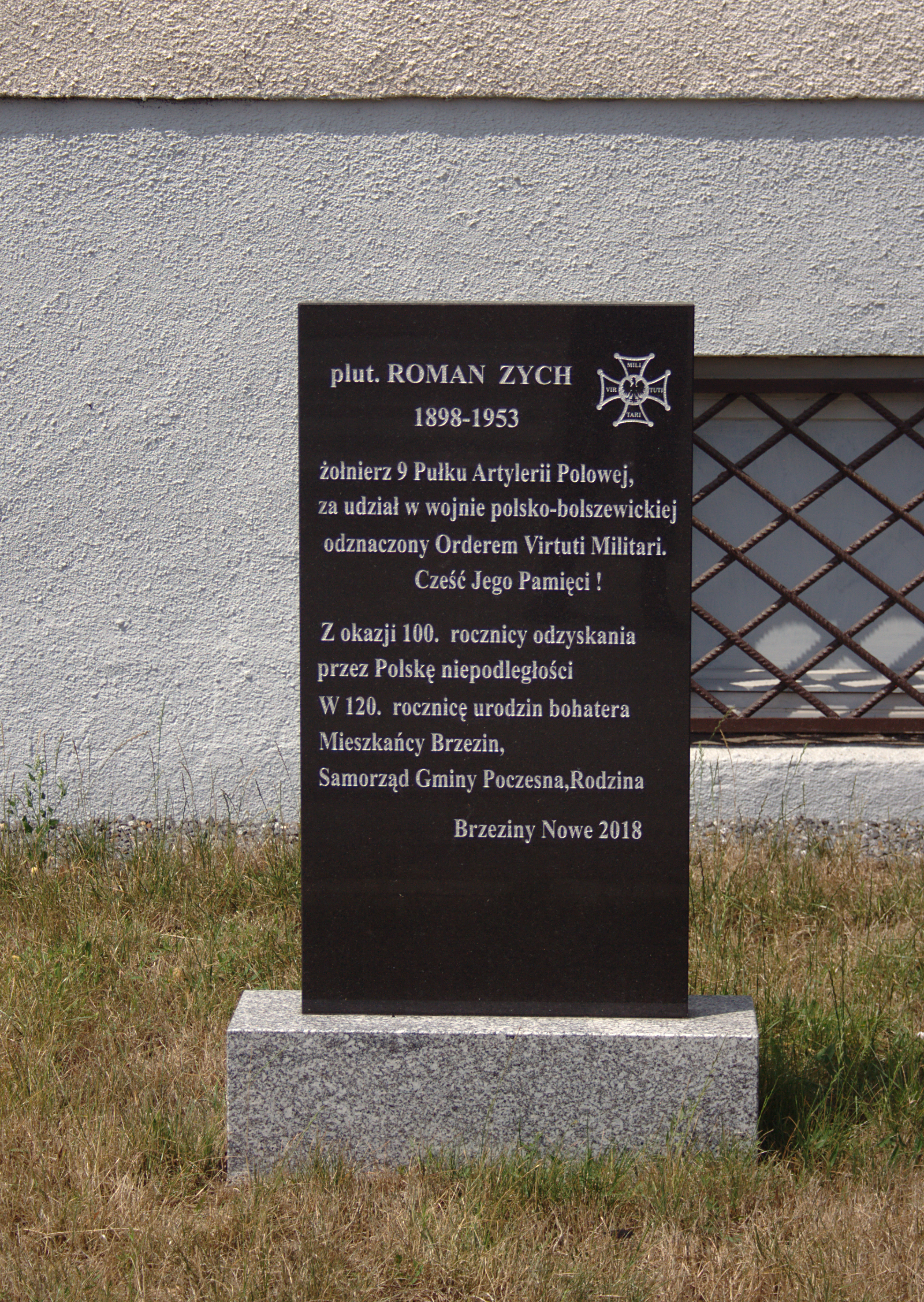
Tablica upamiętniająca plut. Romana Zycha

We wsi znajduje się świetlica środowiskowa Gminnego Centrum Kultury, Informacji i Rekreacji w Poczesnej. 8 września 2018 r. przy budynku świetlicy uroczyście odsłonięto tablicę upamiętniającą plut. Romana Zycha, w 120 rocznicę jego urodzin i w 100 rocznicę odzyskania przez Polskę niepodległości.